# Hertog van Warwick
Hertog van Warwick (Engels: Duke of Warwick) is een Engelse adellijke titel. 
De titel hertog van Warwick werd gecreëerd in 1445 door Hendrik VI voor Henry de Beauchamp, 14e graaf van Warwick. De titel verviel toen hij in 1446 zonder mannelijk nageslacht overleed.

## Hertog van Warwick (1445)
- Henry de Beauchamp, 1e hertog van Warwick (1445-1446)